# Лінді
Лінді (англ. Lindi) — місто в Танзанії. Є адміністративним центром однойменного регіону.

## Географія
Місто розташоване на південному сході країни, на березі Індійського океану, на північ від міста Мтвара.

### Клімат
Місто знаходиться у зоні, котра характеризується кліматом тропічних саван. Найтепліший місяць — лютий із середньою температурою 26.9 °C (80.4 °F). Найхолодніший місяць — липень, із середньою температурою 23.6 °С (74.5 °F).
| Клімат Лінді            | Клімат Лінді | Клімат Лінді | Клімат Лінді | Клімат Лінді | Клімат Лінді | Клімат Лінді | Клімат Лінді | Клімат Лінді | Клімат Лінді | Клімат Лінді | Клімат Лінді | Клімат Лінді | Клімат Лінді |
| Показник                | Січ.         | Лют.         | Бер.         | Квіт.        | Трав.        | Черв.        | Лип.         | Серп.        | Вер.         | Жовт.        | Лист.        | Груд.        | Рік          |
| Середня температура, °C | 26,7         | 26,9         | 26,8         | 26,3         | 25,3         | 24           | 23,6         | 23,9         | 24,3         | 25,5         | 26,6         | 26,9         | 25,6         |
| Норма опадів, мм        | 163.5        | 167.3        | 170.1        | 163.5        | 34.2         | 8.3          | 8.9          | 9.1          | 13.8         | 22.8         | 53.3         | 137.9        | 952.7        |
| Днів з опадами          | 19           | 15           | 20,1         | 17,8         | 7,8          | 3,9          | 4,3          | 3,9          | 3,1          | 5,4          | 8,4          | 16,9         | 125,6        |
| Вологість повітря, %    | 81.6         | 81.6         | 83.2         | 82.5         | 77.8         | 73.4         | 72.1         | 72.4         | 74.1         | 74.3         | 75.7         | 80           | 77.4         |
| ----------------------- | ------------ | ------------ | ------------ | ------------ | ------------ | ------------ | ------------ | ------------ | ------------ | ------------ | ------------ | ------------ | ------------ |
| Джерело: Weatherbase    |              |              |              |              |              |              |              |              |              |              |              |              |              |

## Історія
Місто було засноване арабськими купцями в XI столітті. У XIX столітті Лінді увійшла до складу Німецької Східної Африки, а після Першої світової війни — до складу британської підмандатної території Танганьїка. За часів англійського правління в Лінді у великій кількості стали селитися вихідці з Індії.
До 1952 року Лінді було адміністративним центром Південної провінції. Потім її центр був перенесений в Мтвару, а значення Лінді стало знижуватися. З 1971 року Лінді — столиця однойменного регіону.

## Населення
Чисельність населення Лінді, згідно з даними перепису 2002 року, становила 41 549 осіб.

## Економіка
Основу економіки міста складає сільське господарство. Майже половина містян працюють в цій галузі. Основними культурами є маніок, кукурудза, просо, кеш'ю, кунжут; також тут виробляють кокосову стружку. Ще однією галуззю народного господарства є рибальство. Промислове виробництво розвинене слабо.
У місті є морський порт.